# Prezel Hardy
Prezel Hardy (Estados Unidos, 1 de junio de 1992) es un atleta estadounidense especializado en la prueba de 100 m, en la que consiguió ser campeón mundial juvenil en 2009.

## Carrera deportiva
En el Campeonato Mundial Juvenil de Atletismo de 2009 ganó la medalla de oro en los 100 metros lisos, con un tiempo de 10.57 segundos, por delante del canadiense Aaron Brown (plata con 10.74 segundos) y el italiano Giovanni Galbieri (bronce con 10.79 segundos).